# Baile na hAbhann
Baile na hAbhann [ˌbˠalʲə nˠə ˈhəun̪ˠ] (veralteter anglisierter Name: Ballynahown) ist ein Townland und Siedlung in der Grafschaft Galway (Contae na Gaillimhe) an der Westküste Irlands. Es ist Teil der Ortschaft Na Forbacha (Furbogh).

## Lage
Der Ort liegt nicht weit von der Küste entfernt am Ende des Küstenstreifens Cois Fharraige in der Region Connemara ungefähr 30 km westlich von Galway City an der Regionalstraße R336 zwischen Indreabhán  und Casla. Der Ort liegt innerhalb der Cois Fharraige-Gaeltacht. In unmittelbarer Nähe der Ortschaft befindet sich der Connemara Airport, von dem aus die Aran-Inseln mit Aer Arann angeflogen werden können. Bus Éireann verbindet den Ort mit Galway City.

## TG4
Seit 1996 hat die TV-Sendegesellschaft Teilifís na Gaeilge hier ihr Hauptquartier mit den Studios des irischsprachigen TV-Kanals TG4. Seit 2009 wird auch die irischsprachige RTÉ-Nachrichtensendung Nuacht nicht mehr in Dublin, sondern in Baile na hAbhann produziert, was eine Aufwertung der Gaeltacht-Region darstellt und zu Ansiedlungen weiterer Unternehmen der Medienbranche führte.

## Ortsname
Baile na hAbhann ist der ursprüngliche irische Name und bedeutet Wohnort am Fluss. Der gemeinte Fluss ist Abhainn na bhForbach (Furbogh River), ein kleines Gewässer, das im Loch Ghleann Daimh (Lough Aglenna) entspringt und weitere Seen wie den Loch na Tulaí (Tully Lough) entwässert. Der englische Name des Ortes lautet Ballinahown oder Ballynahown. Bis in jüngster Zeit waren sowohl der irische Name als auch die englische Bezeichnung nebeneinander in Gebrauch. Seit einer Gesetzesänderung bzw. deren Ausführung für die Gaeltacht-Gebiete in den Jahren 2003 bis 2005 ist der ursprüngliche irische Name Baile na hAbhann heute die gesetzlich einzig gültige Ortsbezeichnung.
Der englische Name Ballynahown aus dem Ordnance Survey des 19. Jahrhunderts, der lediglich eine lautliche Nachahmung des irischen Namens mit Hilfe der englischen Orthographie darstellt, hat damit in gerichtlichen Auseinandersetzungen seine Wirksamkeit verloren. Da die Verkehrsschilder in den Gaeltacht-Gebieten sowieso schon seit längerer Zeit allein in irischer Sprache abgefasst werden, sind nun eindeutige Verhältnisse geschaffen worden.

## Aussprache
Die englische Ortsbezeichnung ist in vielen Fällen lediglich die lautliche Nachahmung der ursprünglich irischen Namen.  Die Aussprache ist in beiden Sprachen daher oft ähnlich oder sogar identisch. Im Fall von Baile na hAbhann / Ballynahown trifft letzteres zu. In deutscher Schreibweise lässt sich der Name lautlich in etwa mit Bale na Haun wiedergeben, wobei die Betonung auf dem au der letzten Silbe liegt.

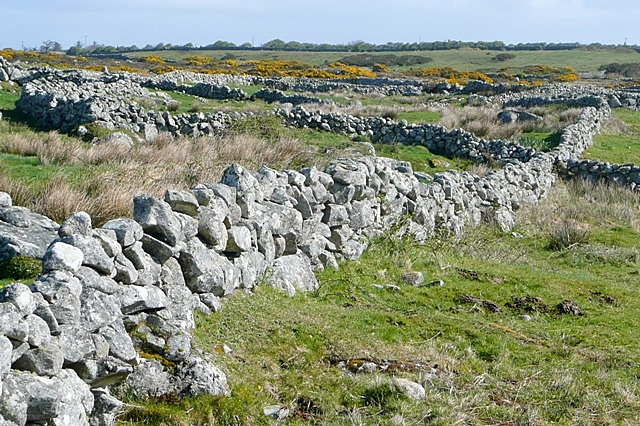
Typische Steinmauern der Gegend – wegen des steinigen Untergrundes wurden im Laufe der Zeit eine große Menge Steine aufgesammelt, um die Bewuchsfläche so frei wie möglich zu halten
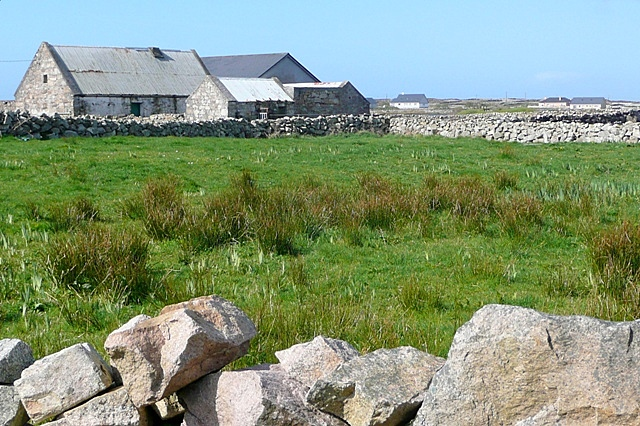
Farmhaus mit Nebengebäuden
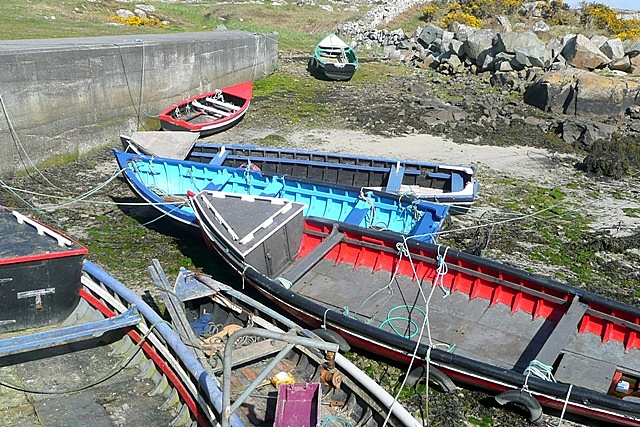
Vor der Kaimauer: Im Trockenen liegende Boote vom Typ, der häufig an der Küste von Conamara anzutreffen ist
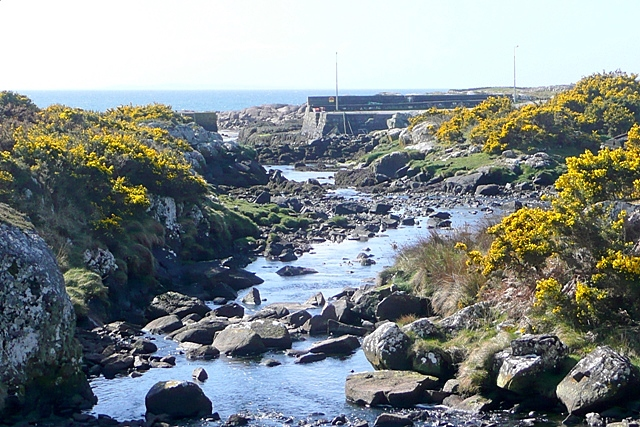
Bun na hAbhann – Flussmündung des Abhainn na bhForbach mit Kaimauer und dahinter das Wasser der Galway-Bucht; der Fluss ist nur 7 km lang und entspringt weiter oben im Loch Ghleann Daimh
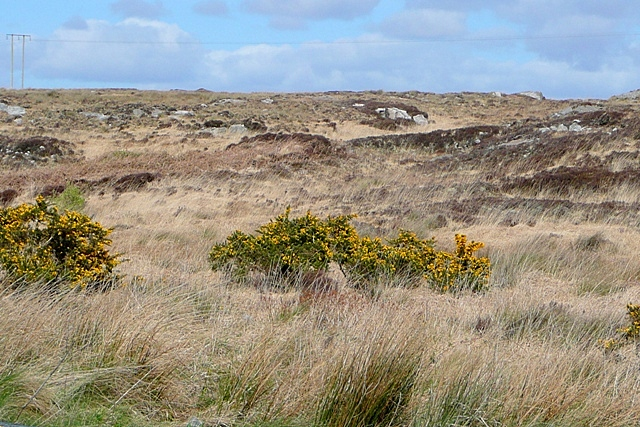
Typischer Ausblick auf die mit Steinen und Büschen durchsetzte Moorlandschaft, von der Regionalstraße R336 her aufgenommen